# نورنسدورف
نورنسدورف (بالألمانية: Nürensdorf) هي إحدى بلديات مقاطعة بولاخ في كانتون زيورخ في سويسرا. تبلغ مساحتها 10.09 كيلومتر مربع، ويقدر عدد سكانها بـ 5611 نسمة (حسب تعداد ديسمبر 2017).